# يوسف أباد (خوي)
يوسف أباد هي قرية في مقاطعة خوي، إيران. عدد سكان هذه القرية هو 53 في سنة 2006.